# 山田精吾
山田 精吾（やまだ せいご、1930年3月18日 - 1996年2月10日）は、昭和から平成時代の労働運動家。日本労働組合総連合会（連合）初代事務局長。

## 経歴
宮崎県延岡市生まれ。1946年旧制延岡中学校卒。1948年旭化成工業（現旭化成）ダイナマイト工場に入社、全旭化成労働組合連合会（全旭連）ダイナマイト労組書記長。同年の旭化成争議では青年行動隊長として活躍し、ダイナマイトを腹に括りつけて経営側と対峙したことから「ダイナマイト男」の愛称が生まれた。1950年全旭連ダイナマイト労組執行委員。1951年同労組書記長、副委員長に選出され、全国繊維産業労働組合同盟（全繊同盟）化繊連合会に書記として出向。1952年全旭連執行委員。1959年全繊同盟東海事務所常任書記。1961年全繊同盟組織部中央オルグ。1965年全繊同盟中央執行委員・組織部長。1967年大阪府支部次長、1968年支部長。1973年全繊同盟書記長に選出され、「ゼンセン同盟」への名称変更を提案・実現した。1978年3月政策推進労組会議（政推会議）事務局長、同年9月ゼンセン同盟副会長。1981年3月第二次臨時行政調査会（第二臨調）第一部会専門委員。
1982年11月全日本民間労働組合協議会（全民労協）事務局長。1987年11月全日本民間労働組合連合会（民間連合）事務局長。1989年7月の第15回参議院議員通常選挙では「連合の会」の候補者11人を当選させた。また各産別から政推会議、全民労協に派遣された人材の教育にあたり、多くの後輩指導者を育成した。1989年11月日本労働組合総連合会（連合）初代事務局長。連合総合生活開発研究所（連合総研）、国際労働財団を創設。1993年11月連合事務局長を退任。1994年連合総研理事長。連合顧問、ゼンセン同盟顧問、税制調査会委員、経済審議会委員も務めた。1996年交通事故により死去、65歳。同年勲二等瑞宝章を受章。
1984年に山田が作詞、麻峰良介が作曲した演歌「銀が泣いている」が沢竜二の歌でビクターからレコード化された。

## 著書
- 『政策と運動』（小林謙一共著、教育社［現代の労働組合主義3］、1982年）
- 『単身赴任をどうとらえるか』（工藤秀幸、久谷與四郎、北村金三、鹿島敬、橋田保正、今井保次共著、日本生産性本部、1984年）
- 『「連合」のすべて』（監修、高梨昌、加藤敏幸、鷲尾悦也編、エイデル研究所、1990年）

## 追想集
- 「追想山田精吾」刊行委員会編集『目線を大切に――運動家山田精吾の生涯』（教育文化協会、1997年）
- 「追想山田精吾」刊行委員会編集『追想山田精吾』（「追想山田精吾」刊行委員会、1997年）